# Сухов, Иван Степанович
Ива́н Степа́нович Су́хов (6 [19] сентября 1907, Белорецкий завод, Оренбургская губерния — 11 октября 1976, Москва) — Герой Советского Союза (22 февраля 1939), полковник (1938), штурман-испытатель 1-го класса (1950).

## Биография
Родился 6 (19) сентября 1907 года в посёлке Белорецкий Завод (ныне — город Белорецк, Башкортостан). Русский. В 1919 году окончил 4 класса школы. Работал: реечником и ремонтным рабочим на Белорецкой железной дороге (в 1919—1921 годах), чернорабочим на Белорецком металлургическом заводе (в 1921—1925 годах), мастером-гвоздарём на проволочно-гвоздильном заводе (в 1925—1928 годах).
В армии с сентября 1928 года. В 1931 году окончил Казанскую пехотную школу, до июня 1932 года служил в пехоте (в Приволжском военном округе). В июне 1932 года направлен на учёбу в Оренбургскую военную авиационную школу лётчиков-наблюдателей, которую окончил в декабре того же года. Служил штурманом в строевых частях ВВС (в Белорусском военном округе). В 1935 окончил курсы штурманов при Ейской военной авиационной школе морских лётчиков. Был штурманом отряда, 12-й скоростной бомбардировочной авиационной эскадрильи (в Белорусском военном округе).
С 30 марта по 1 сентября 1938 года в звании старшего лейтенанта участвовал в боях с японскими захватчиками в Китае. Был штурманом авиаэскадрильи в составе Национально-революционной армии Китая. Совершил 28 боевых вылетов на бомбардировщике СБ (боевой налёт — 69 часов).
За мужество и героизм, проявленные при выполнении воинского долга, Указом Президиума Верховного Совета СССР от 22 февраля 1939 года полковнику Сухову Ивану Степановичу присвоено звание Героя Советского Союза с вручением ордена Ленина. После учреждения знака особого отличия ему в 1940 году была вручена медаль «Золотая Звезда».
В 1938—1939 — штурман 18-го скоростного бомбардировочного авиационного полка (в Московском военном округе). Участвовал в присоединении Западной Белоруссии в сентябре 1939 года. С ноября 1939 года — штурман-инспектор Управления ВВС Красной Армии.
Участник советско-финской войны 1939—1940 годов.
С августа 1940 года — штурман авиационной дивизии (в Прибалтийском военном округе). В этой должности встретил войну.
Участник Великой Отечественной войны: в июне-августе 1941 — штурман 8-й смешанной авиационной дивизии (Северо-Западный фронт), с августа 1941 — в распоряжении командира 81-й авиадивизии, в январе-апреле 1942 — штурман авиаэскадрильи 433-го разведывательного авиационного полка, в апреле-ноябре 1942 — штурман ВВС 26-й армии (Карельский фронт), в ноябре 1942-марте 1943 — старший штурман 259-й истребительной авиационной дивизии (Карельский фронт), в марте 1943-мае 1945 — главный штурман 5-го истребительного авиационного корпуса (1-й Украинский фронт). Участвовал в оборонительных боях в Прибалтике и Заполярье, в Курской битве, битве за Днепр, освобождение Правобережной и Западной Украины, Берлинской и Пражской операциях.
После войны продолжал службу в строевых частях ВВС. С мая 1946 полковник И. С. Сухов — в запасе.
В 1946—1950 — штурман-испытатель авиазавода № 51 (город Реутов Московской области). Участвовал в испытаниях прямоточных воздушно-реактивных двигателей конструкции В. Н. Челомея на летающих лабораториях Ту-2ЛЛ и Пе-8ЛЛ. В 1950—1958 — штурман-испытатель Научно-испытательного института самолётного оборудования (город Жуковский Московской области). Участвовал в испытаниях различного самолётного оборудования на самолётах Ли-2, Ил-12, Ил-14 и Ил-28.

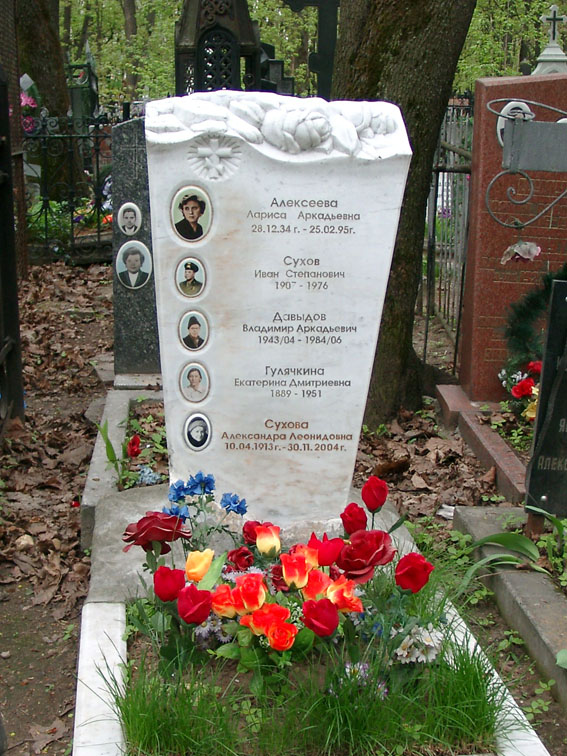
Памятник на могиле И. С. Сухова

Жил в Москве. Умер 11 октября 1976 года. Похоронен на Ваганьковском кладбище в Москве.

## Награды
- Герой Советского Союза (22.02.1939);
- орден Ленина (22.02.1939);
- орден Красного Знамени (11.06.1945);
- орден Отечественной войны 1-й степени (5.07.1944);
- два орденами Красной Звезды (19.05.1940, 3.11.1944);
- медали.

## Память
Именем И. С. Сухова названа одна из улиц Белорецка, где на Аллее Славы по улице Ленина установлен его бюст, так же в городе Уфа его именем названа новая улица в мкрн. Забельский Ленинского района.